# Вишневе (Василівський район)
Вишне́ве (до 1977 року — Показне)— село в Україні, у Роздольській сільській громаді Василівського району Запорізької області. Населення становить 408 осіб. До 2020 року орган місцевого самоврядування — Коханівська сільська рада.

## Географія
Село Вишневе розташоване за 87 км від обласного центру та 30 км від районного центру. Сусідні села: Кохане та Переможне (за 2 км). Найближча залізнична станція Молочанськ (за 18 км).

## Історія
Село засноване у 1923 року під первинною назвою — Показне. У 1977 році перейменоване в село  Вишневе.
12 червня 2020 року, відповідно до розпорядження Кабінету Міністрів України № 713-р «Про визначення адміністративних центрів та затвердження територій територіальних громад Запорізької області», село увійшло до складу Роздольської сільської громади.
19 липня 2020 року, в результаті адміністративно-територіальної реформи та ліквідації  Токмацького району, село увійшло до складу новоутвореного Василівського району.

## Населення

### Мова
Розподіл населення за рідною мовою за даними :
| Мова       | Кількість | Відсоток |
| ---------- | --------- | -------- |
| українська | 372       | 91.18%   |
| російська  | 24        | 5.88%    |
| білоруська | 12        | 2.94%    |
| Усього     | 408       | 100%     |